# Mussala
El Mussala (en búlgar Мусала, que ve del turc i vol dir "a prop d'Al·là") és la muntanya més alta de Bulgària i de tota la Península Balcànica. Amb una altitud de 2.925 metres, és el cim més alt dels monts Rila, al sud-oest de Bulgària, i la màxima elevació entre els Alps i el Caucas.
Antigament s'havia anomenat Tangra, i entre 1949 i 1962 el van rebatejar Stalin pel líder de l'URSS Ióssif Stalin.

## Geografia
El Mussala, de 2.925 metres d'altitud, és el cim més alt dels monts Rila, al sud-oest de Bulgària. Al sud-est hi ha les muntanyes Ròdope i al sud les Pirin. Els cims secundaris del Mussala són el Petit Mussala (2.902 m) i l'Irechek (2.852 m). Tres dels rius més importants de Bulgària, l'Iskar, el Maritsa i el Mesta, hi tenen les seves fonts.

## Flora i fauna
El Mussala es troba dins del Parc Nacional Rila, molt ric en flora, incloent espècies com el pi de Macedònia i l'abet búlgar als boscos dels vessants de la muntanya, i en fauna. És un dels llocs d'Europa on és més fàcil veure el pela-roques.

## Clima
Amb una temperatura mitjana anual de -3 °C, el Mussala és el lloc més fred de Bulgària i de tota la Península Balcànica. Les temperatures més extremes que s'han registrat al seu cim són 18,7 °C de màxima i -31,2 °C de mínima. La temperatura es manté sota zero uns vuit mesos l'any, cosa que motiva que un 45% de les precipitacions anuals siguin en forma de neu, que cobreix el cim durant uns 200 dies (més de 6,5 mesos).
Una estació meteorològica va funcionar al cim fins que fou destruïda per un incendi el 1984. L'estació fou reoberta el 1999 i ara també mesura la contaminació atmosfèrica i la radiació espacial per a l'Acadèmia de ciències búlgara.

## Ascensió
La forma més fàcil de pujar al cim és per una escala que puja directament des de l'estació d'esquí de Borovets, 10 km cap al nord. També hi ha un telecabina des de Borovets fins al pic Yastrebets, a 2.369 m d'altitud, i diversos refugis de muntanya. Des del Yastrebets hi ha una hora de camí fins al xalet del Mussala, a 2.430 m, i després un parell d'hores més d'ascensió fins al cim, passant pel refugi Everest, l'habitacle construït a més alçada de tota Bulgària.

## Altres "mysales"
La Glacera Mussala, a l'Illa Greenwich, a les Illes Shetland del Sud, a l'Antàrtida, té aquest nom pel mont Mussala.

## Galeria d'imatges

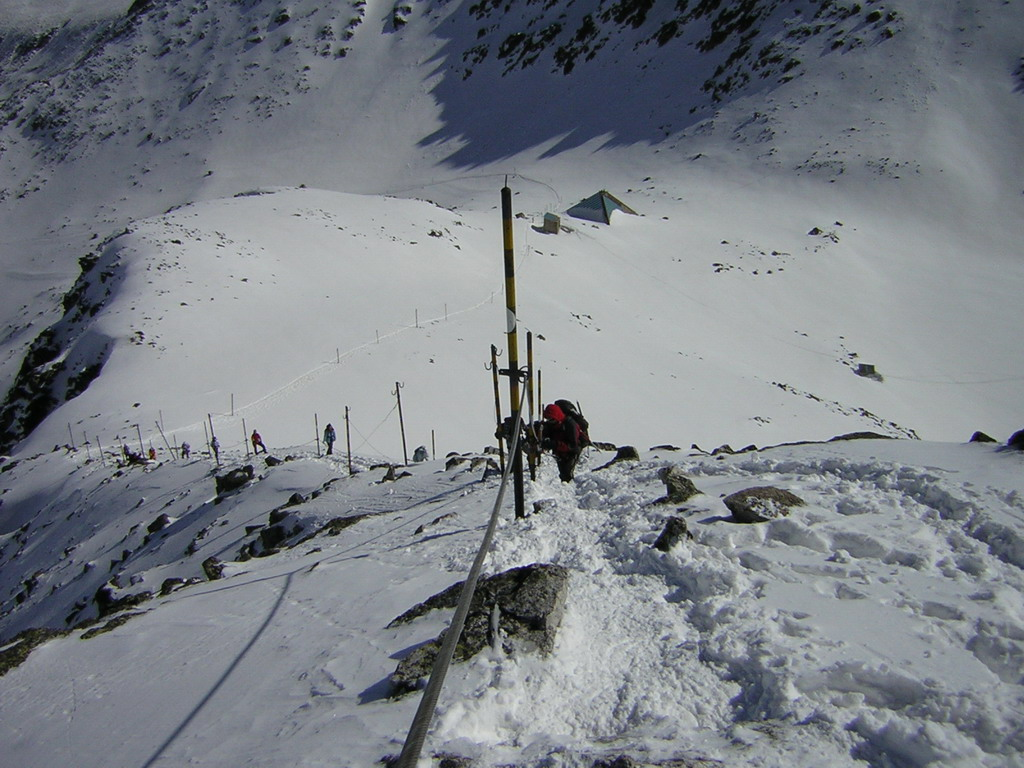
Escaladors pujant al cim del Mussala. La piràmide que es veu al fons és el refugi Everest.
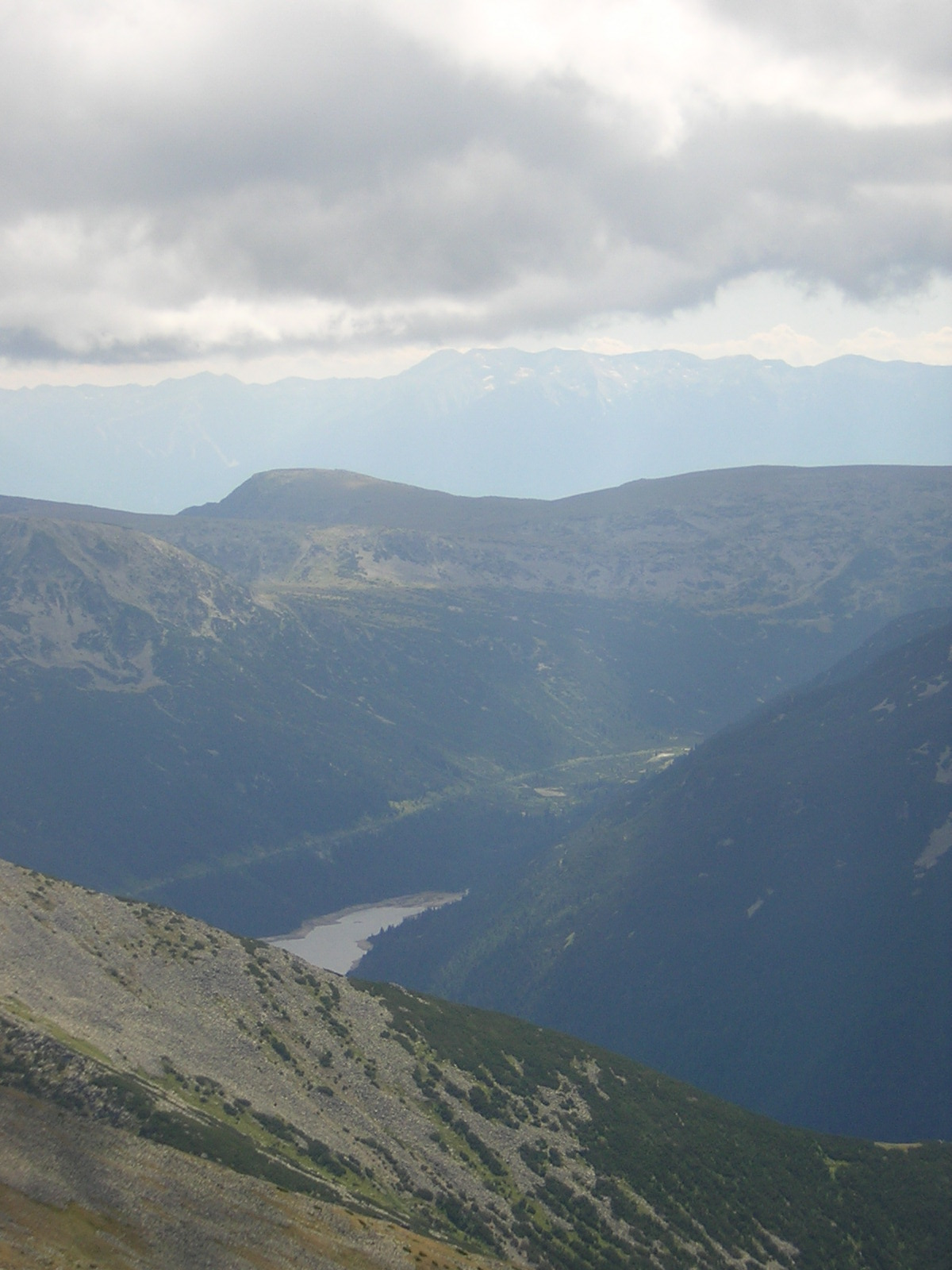
Les muntanyes Pirin vistes des del Mussala.
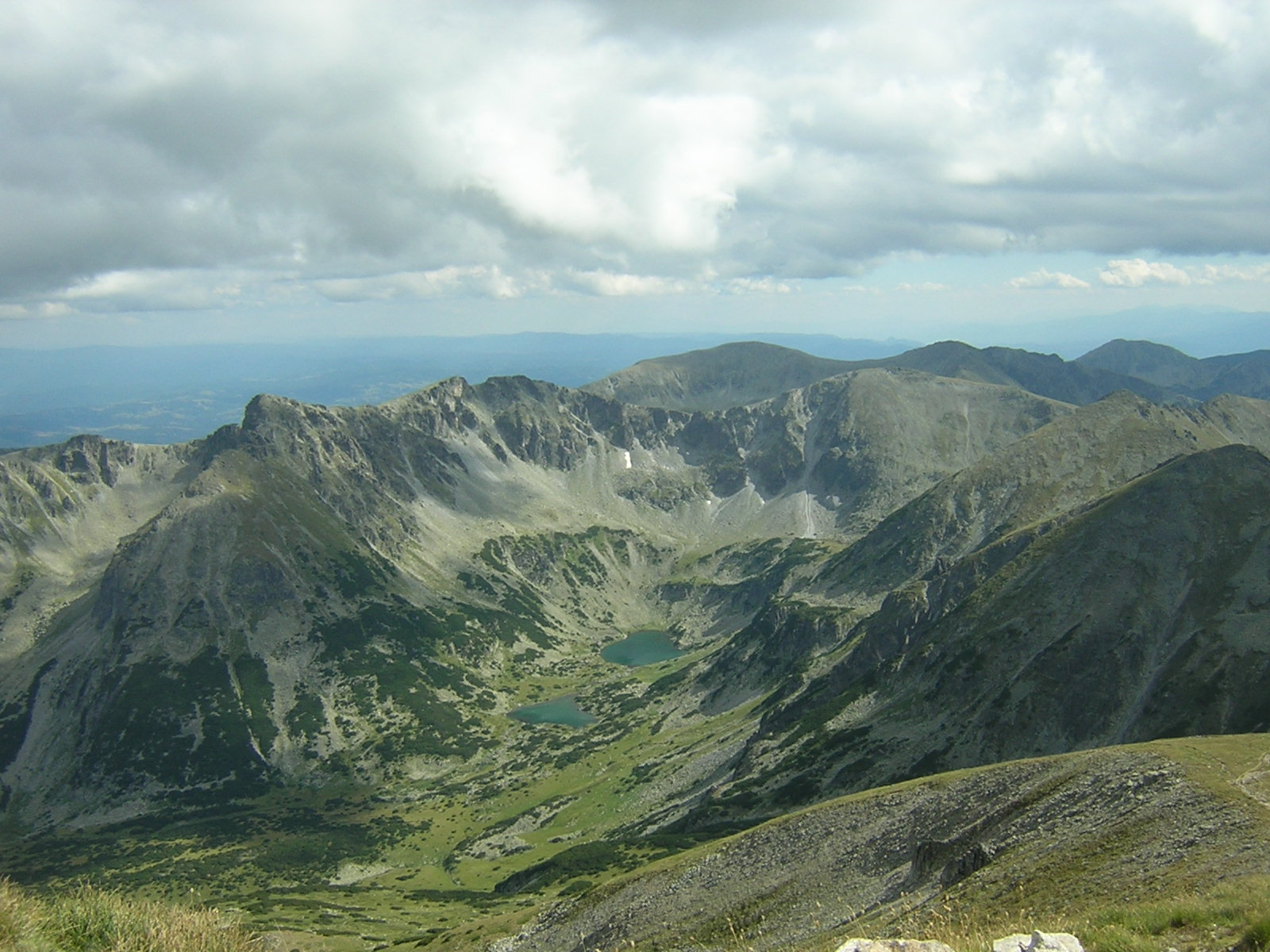
El naixement del riu Maritsa vist des del Mussala.
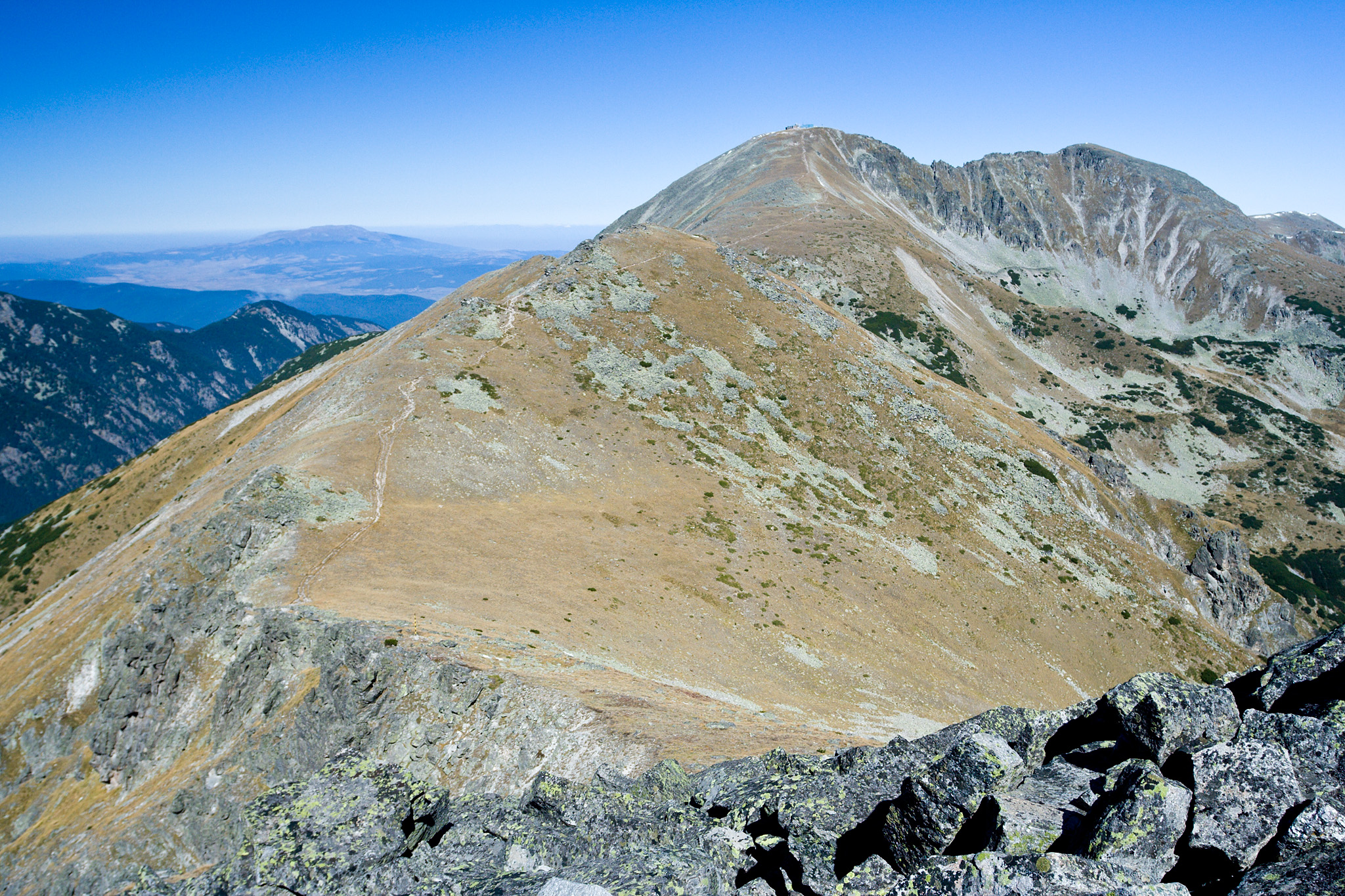
El Mussala vist des del sud